# Сант'Антонино (Асти)
Сант'Антонино је насеље у Италији у округу Асти, региону Пијемонт.
Према процени из 2011. у насељу је живело 31 становника. Насеље се налази на надморској висини од 190 м.